# Тналиев, Улугбек Серикович
Улугбек Серикович Тналиев (каз. Ұлықбек Серікұлы Тналиев; род. 22 декабря 1986 года; Михайловка, Свердловский район, Джамбульская область, Казахская ССР) — казахстанский политический деятель, аким города Актау (2023—2024).

## Биография
Окончил бакалавриат Атырауского института нефти и газа по специальности «Технологические машины и оборудования», в том же вузе получил академические степени магистра технических наук и магистра экономики и бизнеса.
В 2006 году начал трудовую деятельность в сфере гражданского общества и молодёжной политики.
Работал в местных исполнительных органах: заместителем акима Махамбетского района Атырауской области, заместителем руководителя управления координации занятости и социальных программ Атырауской области, заместителем акима города Атырау.
В 2020—2021 гг. — руководитель Управления общественно-политической работы Комитета по делам гражданского общества Министерства информации и общественного развития Республики Казахстан.
С июля 2021 года по июнь 2022 года — директор департамента координации программы «Рухани жаңғыру» Министерства информации и общественного развития Республики Казахстан.
С июня 2022 года по сентябрь 2023 года — заместитель акима Мангистауской области.
С 20 сентября 2023 года по июль 2024 года — аким города Актау.
С октября 2024 года — региональный инспектор отдела регионального развития и контроля Аппарата Правительства Казахстана.